# Politika založená na faktech
Politika založená na faktech (EBP), eventuálně politika podložená fakty nebo fakticky podložená politika, odkazuje v mnoha oblastech veřejné politiky na situace, kdy jsou politická rozhodnutí utvářena v souladu s průkaznými zjištěními vědeckého výzkumu. Za voláním po politice založené na faktech stojí často (přímá nebo nepřímá) snaha o to, aby politika věrně odpovídala vědecké praxi, a přesvědčení, že sociálních cílů bude nejlépe dosaženo, budou-li se při tvorbě rozhodnutí vědecká zjištění uplatňovat nikoli částečně, zmanipulovaně nebo selektivně (vyzobávání rozinek), ale důsledně a komplexně. Posun směrem k politice založené na faktech má své kořeny v obecném směřování k praxi založené na faktech.
Zdá se, že určitá vědecká zjištění (fakta) se dají dobře použít k tvorbě programů a postupů, které povedou ke zlepšení politicky relevantních situací. Jsou to většinou fakta získaná vědecky přesnými hodnotícími studiemi, např. studiemi založenými na náhodném výběru (Pravděpodobnostní výběr). Některé oblasti politiky se však dost dobře nedají postihnout kvantitativním zkoumáním, což vede k diskuzi o metodách a nástrojích, které lze považovat za vhodné pro získávání relevantních faktů. Např. politika týkající se lidských práv, společenské přijatelnosti nebo sociální spravedlnosti může vyžadovat jiná fakta, než jaká poskytují studie založené na náhodném výběru, nebo může navíc ke zvažování faktů vyžadovat morálně filozofické zdůvodnění dopadu zavedené politiky (který může být studií založenou na náhodném výběru hodnocen). Důležitými předpoklady pro přístup založený na faktech jsou kvalitní data, analytické zkušenosti a politická podpora k použití vědeckých informací.
Politika založená na faktech se objevuje už ve 14. století, v minulém století byla zpopularizována vládou Tonyho Blaira ve Velké Británii. Blairova vláda oznámila, že chce skončit s děláním politiky pomocí rozhodnutí řízených ideologií. V prohlášení vlády Spojeného království vydaného v roce 1999 („Modernising Government“) se např. píše, že vláda musí „vytvářet politiku, která se opravdově zabývá problémy, které souvisí s budoucností a jsou podložené fakty, a ne politiku, která je pouhou reakcí na momentální krátkodobé tlaky; řešme příčiny ne symptomy.“
Politika založená na faktech je spojena se sirem Adrianem Smithem, který ve svém prezidentském projevu pro Královskou statistickou společnost v roce 1996 zpochybňuje tehdejší způsob vytváření politiky a nabádá k přístupu, který se víc opírá o fakta, což může být, jak poznamenává „ velmi poučné“.
Někteří současní politologové místo pojmu politika založená na faktech používají jiná spojení, např. politika informovaná o faktech. Tento jazykový posun umožňuje stále hodnotit fakta z hlediska jejich přesnosti a kvality a přitom tolerovat některá omezení a zjednodušení při jejich použití při tvorbě politiky. Nicméně termín politika založená na faktech je široce používán a chápe se jako snaha používat fakta k politickým závěrům dobře a vhodně, zajistit systematická kriteria pro jejich kvalitu a relevantnost a vyloučit jejich neobjektivní a chybné použití.

## Historie politiky založené na faktech
Nejstarším příkladem politiky založené na faktech byl proces tvorby celních sazeb v Austrálii, o kterém musela organizace Tariff Board dle zákona pravidelně zveřejňovat zprávy. V průběhu času se tyto zprávy původně informující pouze o dopadech celní politiky na jednotlivá průmyslová odvětví změnily na zprávy o efektivnosti průmyslu a celého hospodářství.
Dle mnoha akademiků je termín politika založená na faktech odvozen z termínu medicína založená na faktech. V medicíně jsou na podporu klinických rozhodnutí používána vědecká zjištění a fakta (důkazy) získávaná pomocí studií založených na náhodném výběru, kdy se výsledky vyhodnocují porovnáním léčené skupiny a tzv. placebo skupiny. V roce 1993 byl ve Velké Británii založen spolek Cochrane Collaboration, který uchovává a aktualizuje výsledky takových studií a vydává přehledy užitečné pro základní výzkum v oblasti lidského zdraví a pro tvorbu zdravotní politiky. Objem výzkumu rostl a političtí aktivisté požadovali uplatňování faktů i v dalších oblastech politiky, což vedlo v roce 1999 ke vzniku sesterské organizace k Cochrane Collaboration, a to spolku Campbell Collaboration. Spolek Cambell Collaboration zpracovává vědecké studie a vydává přehledy o faktech důležitých pro sociální a vzdělávací politiku a praxi.
V roce 1999 ve Velké Británii podpořil politiku založenou na faktech vládní úřad Economic and Social Research Council (ESRC) poskytnutím grantu ve výši 1,3 milionů liber na vznik centra Evidence Network s podobným zaměřením jako spolky Cochrane Collaboration a Cambell Collaboration.
V r. 2011 byl díky finanční podpoře úřadu ESRC, národní sázkové kanceláře Big Lottery a nadace Nesta založen spolek Alliance for Useful evidence, který propaguje politiku založenou na faktech. Jedná se o síť osob, spolků a organizací po celé Velké Británii, která organizuje společné akce, zveřejňuje výzkumné studie, poskytuje poradenství a školení a umožňuje sdílení myšlenek a nápadů s cílem zkvalitnit strategická, politická a praktická rozhodnutí.
V poslední době se také diskutuje o možném střetu zájmů a účelovém použití faktů ve veřejné politice. Na toto nebezpečí  upozorňují Andrew J. Dick, William Rich a Tony Waters ve své výzkumné práci týkající se neúspěšného pokusu o reformu ve vězeňství zaváděním odborných vzdělávacích programů ve věznicích v Kalifornii. Jak autoři popisují, byla do rozhodnutí založeného na faktech začleněna účelová politická zohlednění. Jsou-li fakta (zjištění) zaplacena politickým činitelem, který má osobní zájem na tom, aby byla dřívější politická rozhodnutí potvrzena, je politika založená na takových faktech samozřejmě neúspěšná.

## Metodika politiky založené na faktech
Pro politiku založenou na faktech existuje více metodik, všechny mají společné následující vlastnosti.
Metodika
- testuje, zda politika bude efektivní a jaké budou dopady politiky, bude-li úspěšná
- zvažuje opačnou situaci: co by se stalo, kdyby politika nebyla implementována
- navrhuje způsoby měření dopadu
- zkoumá přímé i nepřímé následky, které se kvůli politice mohou objevit
- identifikuje nejasnosti a zkoumá vlivy mimo politiku, které mohou působit na výsledek
- by měla být prověřitelná a opakovatelná třetí stranou

Metodika pro politiku založenou na faktech teoreticky spadá do kategorie analýzy nákladů a přínosů a odhadů rentability případně implementované politiky. Dopady a výsledky politiky je však těžké kvantifikovat, proto se nepoužívají konkrétní hodnoty, ale hodnotí se všeobecně, zda přínosy vyváží náklady nebo nikoliv.

## Kritika politiky založené na faktech
Politika založená na faktech má také své kritiky. Profesor politologie Paul Cairney z univerzity University of Stirling ve Skotsku tvrdí, že zastánci politiky založené na faktech podceňují složitost tvorby politiky a špatně chápou způsob, jakým se obvykle dělají politická rozhodnutí. Navíc některá fakta, která jsou požadovaná nařízeními a dodávaná veřejnými činiteli, spíše vedou ke zhoršení veřejné služby. Objevují se případy, kdy např. ředitel nemocnice učiní rozhodnutí, jen aby dosáhl předem nařízených cílů, a ve skutečnosti dojde ke zhoršení péče o pacienty. Tento argument zmiňuje také profesor Jerry Muller z univerzity Catholic university of America v knize The Tyranny of Metrics. Podle článků publikovaných v časopise Futures politika založená na faktech kvantifikovaná pomocí analýz nákladů, přínosů a rizik s sebou nese zjednodušování problematiky a omezení úhlů pohledu. Platforma Apolitical zveřejnila obsáhlý výčet výhrad, včetně upozornění na skutečnost, že i politika dobře podložená fakty a úspěšná na jednom místě často na jiném místě selhává.

## Tvorba politiky založené na faktech
V roce 2004 vypracovala skupina odborníků (think tank) Overseas Development Institute (ODI) návod, jak se zapojit do politiky a jak ovlivňovat politiku - RAPID Outcome Mapping Approach (ROMA), který pomáhá zainteresovaným subjektům (sponzorům, partnerům) transformovat výsledky výzkumu do politické činnosti.

### Hlavní poznatky v oblasti tvorby politiky založené na faktech
Hlavní poznatky v oblasti tvorby politiky založené na faktech jsou:
1. Politické procesy jsou komplexní a tvůrcům politiky jsou potřebné informace zřídka poskytovány postupně, logicky a jednoduše. Politické procesy nejsou čistě lineární, mají různé fáze, k jejichž ukončení je třeba různý čas, přičemž některé fáze mohou probíhat simultánně. Strategie se mohou v čase měnit.
2. Politika je často jen slabě podpořena vědeckými fakty, a to kvůli neúplnosti informací, utajení, nutnosti rychle reagovat, politické prospěšnosti a skutečnosti, že političtí činitelé většinou nejsou vědci.
3. Vědecky podložená fakta mohou podpořit politiku, která může mít dramatický dopad na lidské životy. Britské ministerstvo pro mezinárodní rozvoj (Department for International Development – DFID) uvádí úspěšné příklady, např. 22% redukci novorozenecké úmrtnosti v Ghaně jako výsledek pomoci ženám začít kojit do 1 hodiny po narození dítěte a 43% redukci úmrtí mezi HIV pozitivními dětmi díky široké dostupnosti antibiotik.
4. Kontext, v němž má být politika implementována, je třeba pochopit ve vzájemné propojenosti (holisticky).
5. Podnikatelé v oblasti politiky si musí osvojit nové dovednosti, jak ovlivňovat politiku.[18] Musí se stát politickými prostředníky schopnými rozumět politice a identifikovat klíčové hráče. Musí být dobrými fabulátory, schopnými z výsledků výzkumu vytvořit přesvědčivé příběhy. Musí umět efektivně propojit všechny zainteresované osoby a nastavit jim společný plán.
6. Podnikatelé v oblasti politiky musí mít jasný záměr a musí jej opravdu chtít uskutečnit. Změnit vědce na politického podnikatele nebo vědecké pracoviště na think-tank zaměřený na politiku znamená přeorientovat se od touhy po akademických úspěších k politické angažovanosti; mnohem víc se propojit s politickou komunitou, zaměřit plán výzkumu spíše na politické problémy než na akademické výsledky/zájmy; osvojit si nové dovednosti a budovat multidisciplinární týmy; nastavit nové vnitřní systémy a motivační prostředí; věnovat se víc komunikaci; vytvářet různé formy/druhy/škály výstupů; a ve větší míře využívat partnerskou spolupráci a síťové propojení.

Tyto poznatky ukazují, že vztah mezi výzkumem, politikou a praxí je složitý, multifaktorový, nelineární a vysoce kontextově specifický. To, co funguje v jedné situaci, nemusí fungovat v jiné. Vývoj efektivních strategií ve složitých prostředích není přímočarý. Jednoduché nástroje, jako analýza nákladů a přínosů, logické rámce, tradiční nástroje pro řízení projektů a další, nemusí samy o sobě fungovat, protože nedokážou postihnout existující složitost.
Kosorcium Future Health Systems identifikovalo na základě výzkumu v šesti asijských a afrických státech množinu klíčových strategií, které usnadní akceptaci faktů v politice. Mezi tyto strategie patří zlepšení technické způsobilosti politických činitelů, lepší prezentace vědeckých zjištění, využití sociálních sítí, vytvoření fóra, které zprostředkuje propojení faktů s politickými výstupy.

### RAPID Outcome Mapping Approach
Návod ROMA (RAPID Outcome Mapping Approach) bere v úvahu všechny výše zmíněné poznatky a byl prezentován na více než 40 pracovních seminářích a odborných kurzech po celém světě. Návod ROMA má 8 kroků. Pro každý krok navrhla skupina odborníků ODI (Overseas Development Institute) prostředky a nástroje, které pomáhají každý krok komplexně vyřešit. Tyto kroky jsou:
1. Definujte jasný, zastřešující politický úkol.
2. Zmapujte politické souvislosti týkající se tohoto úkolu a identifikujte klíčové faktory, které mohou ovlivnit politický proces. Sada nástrojů RAPID nabízí užitečný seznam kontrolních otázek k této problematice.
3. Identifikujte zainteresované subjekty s klíčovým vlivem. Matice RAPID AIIM (Alignment, Interest and Influence Matrix) pomáhá zmapovat zainteresované aktéry podle 3 kritérií: stupeň podpory (tj. souhlasu) s navrhovanou politikou, úroveň jejich zájmu na výsledku a jejich schopnost ovlivnit politický proces.
4. Identifikujte postupné a nezbytné změny, které povedou k požadovanému politickému výsledku (metoda Theory of Change – ToC)
5. Navrhněte strategii, jak postupně dosáhnout změn. Metoda Analýza silových polí (Force Field Analysis) pomáhá porozumět tlakům, které podporují nebo naopak brání dosažení požadované politické změny, a pomáhá najít způsob, jak těmto tlakům čelit.
6. Zajistěte, aby zainteresovaný tým měl kompetence nutné k realizování navržené strategie.
7. Vytvořte akční plán pro splnění požadovaného politického úkolu (cíle) – užitečné nástroje obsahuje RAPID Information matrix, např. DFID’s log frame a IDRC’s Outcome Mapping Strategy Map.
8. Navrhněte způsob monitorování a uchovávání znalostí. Poslouží ke sledování, potřebnému upravování a hodnocení efektivnosti postupu a poskytne výukový materiál pro budoucnost.

Příkladem použití návodu ROMA je aktivita iniciativy pro monitorovací systém Wildlife Enforcement Monitoring System (WEMS), jejíž systematický postup vedl k implementaci monitorovacího systému v Africe.

### Výsledky
Shrnutí dosažených výsledků:
1. Přes 50 případových studií o úspěšném nasazení politiky založené na faktech.
2. Platforma Evidence-based Policy Development Network (ebpdn), která propojuje více než 20 institucí a tisíce osob pracujících na procesech politiky založené na faktech.
3. Práce občanských iniciativ. Např. na konferenci Combating Wildlife Crime v Tokiu prezentovala Univerzita OSN a společnost ESRI mapy popisující prosazování a dodržování dohody CITES[23] jako příklad politiky založené na faktech.
4. Přímá podpora spolků (nevládních organizací), které poskytují školicí programy o politickém ovlivňování a strategické komunikaci.
5. Posílení způsobilosti britského ministerstva pro mezinárodní rozvoj (Department for International Development's – DFID) k ovlivňování dalších aktérů.

## Koalice pro politiku založenou na faktech
Koalice je nezisková a na politických stranách nezávislá organizace, jejímž posláním je zvýšit efektivnost státní správy tím, že se budou používat prokázaná fakta o tom, jak to „na světě funguje“. Spolupráce koalice se zástupci kongresu a odbory výkonné moci USA od roku 2001 vedla k reformám založeným na faktech v sociálních programech USA, které byly politicky schváleny. Koalice nemá žádný vztah k politickým programům a modelům a žádný finanční zájem na šíření politických myšlenek. Koalice slouží zástupcům veřejné správy jako nezávislý a objektivní zdroj odborných informací v oblasti politiky založené na faktech. Koalice ukončila činnost v roce 2015. Její agendu částečně převzala nadace Laury a Johna Arnoldových.